# 小田原文学馆
小田原文学馆（日语：小田原文学館）是位于日本神奈川县小田原市的文学馆，展出和介绍小田原市出身或相关的作家及其作品。

## 历史
1994年建成开馆。馆舍为前宫内大臣田中光显的別邸，分本馆和别馆二馆，本馆为1937年建造的3层钢混西式建筑和单层木结构平房，别馆为1924年建造的2层木结构日式建筑。